# Preactiidae
Preactiidae är en familj av koralldjur. Preactiidae ingår i ordningen havsanemoner, klassen Anthozoa, fylumet nässeldjur och riket djur. Enligt Catalogue of Life omfattar familjen Preactiidae 2 arter. 
Kladogram enligt Catalogue of Life:
| Preactiidae | \| \| Dactylanthus \| \| \| \| \| \| Preactis \| \| \| \| |
|             | \| \| Dactylanthus \| \| \| \| \| \| Preactis \| \| \| \| |
|             | Dactylanthus                                              |
|             |                                                           |
|             | Preactis                                                  |
|             |                                                           |